# Im Schatten der Golanhöhen
Im Schatten der Golanhöhen (Originaltitel: Pour Sacha) ist ein französisches Filmdrama mit Sophie Marceau aus dem Jahr 1991.

## Handlung
Israel im Mai 1967: Die Französin Laura lebt seit zwei Jahren mit ihrem älteren Geliebten Sacha in einem Kibbuz zwischen den Golanhöhen und dem See von Tiberias. Im Radio wird verkündet, dass die Friedenstruppen der Vereinten Nationen aus der hart umkämpften Region abgezogen werden sollen. Die Lage sei zwar beunruhigend, aber stabil. Anlässlich Lauras bevorstehendem 20. Geburtstag reisen drei alte Freunde aus Paris an. Alle drei – Paul, Simon und Michel – waren einst in Laura verliebt. Sie sind es nicht minder, als sie Laura im Kibbuz beim Obstpflücken wiedersehen. Laura ist zunächst wütend über ihr plötzliches Erscheinen, sei doch das Gebiet nahe der syrischen Grenze viel zu gefährlich. Sacha hingegen, der den jungen Männern und Laura in Frankreich Philosophieunterricht gegeben hatte und mit dem Wunsch, mehr über seine jüdischen Wurzeln zu erfahren, nach Israel ausgewandert war, begrüßt Paul, Simon und Michel herzlich. Daraufhin zeigt Laura den Neuankömmlingen den Kibbuz, in dem auch sie fortan bei den alltäglichen Aufgaben mit anpacken müssen.
Im Kindergarten des Kibbuz gibt Laura Geigenunterricht. Paul, der findet, dass sie ihr eigenes Talent damit vergeudet, gesteht ihr, sie zu lieben und mit ihr ein Kind haben zu wollen. Laura liebt jedoch Sacha und meint mit ihm glücklich zu sein. Beim Pflücken von Baumwolle wird Sacha ihr derweil mit einer Italienerin untreu. Als sich Laura zusammen mit Paul und Michel nach getaner Arbeit erschöpft unter einem Baum ausruht, wird der Kibbuz von syrischen Raketen angegriffen. Todesmutig läuft Paul in die unmittelbare Gefahrenzone und rettet einem Mann das Leben. Um die Menschen von ihren Sorgen und Ängsten abzulenken, findet am Abend eine Feier statt. Als Laura erfährt, dass Sacha sie betrogen hat, macht sie ihm eine Szene. Anschließend sitzt sie nachdenklich am See und springt vor den Augen von Paul, Simon und Michel nackt ins Wasser. Die jungen Männer tun es ihr gleich und schwimmen ein Stück mit ihr. Tags darauf fahren sie gemeinsam in ein Dorf, wo sie von einer muslimischen Familie zum Essen eingeladen werden und eine Frau Laura ihr Hochzeitskleid schenkt. Zurück im Kibbuz versöhnt sich Laura mit Sacha.
Bei ihrer Geburtstagsfeier macht Sacha Laura einen Heiratsantrag, den diese glücklich annimmt. Dann jedoch führt Simon den anderen mit einem Projektor einen Film vor, der eine junge Frau namens Myriam zeigt. Simon, der Myriam geliebt habe, wirft Laura vor, einst in Paris auf die schöne Myriam eifersüchtig gewesen zu sein und sie mit herablassendem Verhalten in den Selbstmord getrieben zu haben. Empört verpasst ihm Laura eine Ohrfeige. Am nächsten Tag will Simon abreisen. Auch alle im Kibbuz stationierten Soldaten ziehen ab, nachdem Ägypten eine Blockade errichtet hat. Weinend verabschiedet sich Laura von Sacha, der ihr verspricht, in zwei Monaten die israelische Armee zu verlassen und sie anschließend zu heiraten. Unterwegs trifft Sacha auf Simon. Sie geraten in Streit und beginnen sich zu schlagen. Bevor Sacha mit seinem Jeep weiterfährt, sagt er Simon, dass Myriam in ihn, Sacha, verliebt gewesen sei und sich aus Liebeskummer an ihrem Geburtstag aus dem Fenster gestürzt habe. Simon kehrt daraufhin in den Kibbuz zurück.
Nach dem Ausbruch des Sechstagekriegs setzt sich in Paris Myriams Bruder David für mehr Solidarität mit Israel ein. Seine Mutter bittet ihn, nach Israel zu reisen und Sacha einen Brief von Myriam zu übergeben. Im Kibbuz bereiten sich die Menschen derweil auf einen Angriff vor. Simon und Laura geraten dabei erneut aneinander. Als Simon Laura küsst, lässt sie sich kurz darauf ein, wendet sich dann jedoch schuldbewusst ab. Daraufhin verlässt Simon mit einem Pferd den Kibbuz. In einem Minenfeld wirft ihn das Pferd ab, das gleich darauf auf eine Mine tritt und zu Tode kommt. Der Muslime, der Laura und die anderen im Dorf zu sich eingeladen hatte und nun am Tor des Kibbuz von einem Wachposten nicht hineingelassen wird, berichtet Laura, dass er Simon in einem Minenfeld gesehen habe. Laura macht sich mit ein paar Männern auf den Weg und rettet Simon. Unterdessen dringt ein israelischer Trupp unter Sachas Führung zur Klagemauer in Jerusalem vor. Beim Gebet an der Mauer wird Sacha von einer Kugel tödlich getroffen. Als Laura von seinem Tod erfährt, ist sie am Boden zerstört. Im Bunker des Kibbuz lässt sie sich von Simon, Paul und Michel trostsuchend umarmen. Kurz darauf ist der Krieg vorbei und der von Raketen beschossene Kibbuz wird wieder aufgebaut. Laura erhält ein Päckchen mit Sachas Sachen. In seiner Brieftasche findet sie unerwartet ein Foto von ihm und Myriam. Bei Sachas Beerdigung trifft schließlich Myriams Bruder David ein und gibt ihr den an Sacha adressierten Abschiedsbrief seiner Schwester. Laura wirft den Brief ungeöffnet in Sachas offenes Grab und verbrennt anschließend das Foto von Sacha und Myriam. Sie packt ihre Sachen und verlässt mit einem Fotografen den Kibbuz. Paul, Simon und Michel schauen ihr nachdenklich hinterher.

## Hintergrund
Die israelischen Schauspielerinnen Yaël Abecassis und Ayelet Zurer gaben in Im Schatten der Golanhöhen ihr Filmdebüt. Die Dreharbeiten fanden in Frankreich, Tel Aviv und Tiberias statt. Die Filmmusik von Philippe Sarde wurde vom London Symphony Orchestra eingespielt. 
Der Film wurde am 10. April 1991 in Frankreich uraufgeführt, wo 919.471 Kinobesucher verbucht werden konnten. In Deutschland wurde der Film erstmals am 4. Mai 1993 in einer gekürzten Fassung auf Video veröffentlicht. Hauptdarstellerin Sophie Marceau wurde dabei nicht wie sonst zumeist üblich von Irina Wanka oder Judith Brandt, sondern von Susanne Sternberg synchronisiert.

## Kritiken
Das Lexikon des internationalen Films befand, dass vor dem Hintergrund des Nahostkriegs, der mit „den Dokumentaraufnahmen authentisch“ erzählt worden sei, „sich das an Truffauts Konstruktionen erinnernde Drama mit überzeugender Konsequenz“ entwickle. Neben einem „fein gesponnene[n] Geflecht psychologischer Beziehungen“ führe „das eindringliche Spiel der Darsteller […] in einem ruhigen Erzählduktus zum elegischen Ende“.
Rita Kempley von der Washington Post meinte, dass Regisseur Alexandre Arcady mit dem Film einen „idyllischen, übertriebenen, eher unscharfen Blick auf Liebe und Krieg in einem Kibbuz“ geworfen habe. Arcady sei es dabei nicht gelungen, den Selbstmord einer Pariserin mit dem Tod eines Soldaten in Israel hinreichend miteinander zu verknüpfen. Zudem sei der Film im Kern „ein Melodram mit einem Hang, sich nichtssagende Aphorismen zu eigen zu machen“. Jonathan Rosenbaum vom Chicago Reader fand, dass in „Alexandre Arcadys gut gemachtem französischen Film“ die Versuche, persönliche Schicksale mit historischen Ereignissen zu verbinden, zwar „nicht immer überzeugen“ könnten, sie jedoch „immer wieder ergreifend“ seien.